# LIT (jeu vidéo)
Pour les articles homonymes, voir Lit.
LIT (School of Darkness (スクール オブ ダークネス, Sukūru obu Dākunesu) au Japon) est un jeu vidéo de réflexion et d'horreur édité et développé par WayForward Technologies. Il est disponible à partir de 2009 en téléchargement sur Wii via la plate-forme WiiWare. Un remake du jeu sort sur iOS en 2015 et sur PC en 2017,.
Le joueur incarne Jake, un étudiant qui cherche sa petite amie dans une école plongée dans les ténèbres, où rôdent des ombres prêtes à engloutir ceux qui s'en approchent. Chaque niveau se déroule dans une salle de classe mêlant zones éclairées et zones sombres. Le joueur doit atteindre la sortie de chaque salle en se déplaçant uniquement dans les zones éclairées afin de progresser au niveau suivant, sous peine de devoir recommencer le niveau. Le joueur dispose de divers objets qu'il doit utiliser stratégiquement pour créer un chemin sûr vers la sortie.
Le jeu reçoit un accueil généralement positif, les critiques saluant le concept original du titre et trouvant les niveaux satisfaisants une fois accomplis. Ils soulèvent toutefois quelques problèmes avec la construction de certains niveaux qui demandent au joueur de s'approcher trop près de la noirceur ou encore l'emplacement de certains objets qui peuvent provoquer des échecs injustes.

## Synopsis
Le joueur incarne Jake, un étudiant qui doit naviguer seul à l'intérieur d'une école envahie par la noirceur. Sa petite amie, Rachael, est bloquée dans le bâtiment et Jake tente de la retrouver. Toutefois, dans la noirceur se cache des ombres — qui sont des anciens élèves — qui engloutissent quiconque qui s'en approche d'un peu trop près,.

## Système de jeu
LIT est un jeu de réflexion en vue de dessus dans lequel le joueur prend le contrôle de Jake, un étudiant qui tente de retrouver sa petite amie dans une école envahie par une noirceur malfaisante. Chacun des 30 niveaux se déroulent dans une salle de classe avec une configuration particulière et avec des parties éclairées et des parties sombres. Le joueur passe au niveau suivant une fois qu'il atteint la porte de sortie. Le joueur ne peut se déplacer que sur les parties éclairées de l'environnement. Il doit recommencer le niveau s'il marche dans la noirceur.
Le joueur a accès à divers objets qui sont nécessaires pour terminer les niveaux. La lampe torche, que le joueur possède déjà au début de chaque niveau, permet d'éclairer les environs afin d'avoir un aperçu de la configuration de la salle. À l'aide du lance-pierre, le joueur peut casser des fenêtres, ce qui libère la lumière et crée un chemin sécuritaire. Il peut en outre activer des télévisions à l'aide d'une télécommande ou encore allumer des lampes pour former un chemin. Le joueur doit utiliser les objets dans le bon ordre, auquel cas il court le risque de ne plus être en mesure de progresser dans le niveau.

## Accueil
LIT reçoit un accueil généralement positif. Il obtient un score de 74 % sur la base de sept critiques sur Metacritic. Les critiques saluent le concept original du titre et trouvent les niveaux satisfaisants une fois accomplis. Ils soulèvent toutefois quelques problèmes avec la construction de certains niveau qui demandent au joueur de s'approcher trop près de la noirceur ou encore l'emplacement de certains objets qui peuvent provoquer des échecs injustes.
GameSpot considère que les niveaux du jeu proposent un degré de difficulté bien dosé qui, lorsque accomplis, sont très satisfaisants. Il soulève toutefois quelques problèmes que le joueur peut rencontrer dans certains niveaux. En effet, GameSpot remarque qu'il arrive parfois que le joueur ait besoin de s'approcher très près de la noirceur, ce qui peut provoquer des échecs injustes. IGN soulève lui aussi ce problème, déclarant que la solution de certains niveaux reposent trop sur la méthode essai-erreur, rendant le jeu « presque injuste et certainement répétitif. » En outre, les deux sites remarquent qu'il peut arriver à l'occasion que le joueur éteigne ou utilise un objet accidentellement étant donné que le bouton A de la manette sert à faire plusieurs choses, ce qui peut aussi résulter à un échec,. 
Malgré ces points négatifs, GameSpot considère que LIT propose une « aventure satisfaisante » et conclut qu'il s'agit « d'un des meilleurs jeux qu'offre la plate-forme WiiWare » en plus de louer le prix peu élevé du titre. IGN qualifie le concept du jeu de « très solide et énormément créatif. » Il ajoute que les capacités de la manette de la Wii sont bien exploitées. Nintendo Life loue le style visuel du jeu, qu'il considère comme étant son aspect le plus réussi. Le site trouve que le jeu offre une expérience très originale, bien que n'omettant pas de remarquer des contrôles parfois gênants, certains casse-têtes moins bien conçus et quelques moments frustrants. Malgré tout, il apprécie le rapport qualité-prix et la quantité de contenu conséquente qu'offre le titre.